# Frequentiedomein
In de signaalanalyse en de fourieranalyse is het frequentiedomein de beeldruimte van een fouriertransformatie. Signalen zijn als functies van de tijd gedefinieerd op het tijddomein en kunnen uiteengelegd worden in periodieke functies van uiteenlopende frequenties en verschillende sterkte. De representatie van een signaal in het frequentiedomein geeft aan in welke mate een bepaalde frequentie voorkomt in het signaal en met welke fase.
Fouriertransformatie en spectraalanalyse zijn vergelijkbaar met wat er in het oor gebeurt: haartjes van verschillende lengte in het slakkenhuis trillen mee met periodieke componenten in geluid. Dit meetrillen wordt door de hersenen geïnterpreteerd als het klinken van tonen van een bepaalde hoogte. De vorm van het resulterende spectrum, de mate waarin alle haartjes samen trillen, wordt gebruikt om klanken zoals in spraak mee te herkennen.